# 萨西·纳拉因
萨西·纳拉因（英語：Sase Narain，1925年1月27日—2020年8月25日），圭亚那律师、政治人物。前圭亚那国民议会议长。

## 生平
1952年结婚。后赴英国伦敦法院巷城市法学院深造，获得律师执业资格。1957年回到圭亚那从事律师工作。1960年代末担任公共与公安事务委员会副主席。1971年至1992年担任圭亚那国民议会议长。他曾在六四事件后率领圭亚那国民议会代表团访华。
2020年8月25日逝世。